# Artilleriekaserne Wieden
Die Artilleriekaserne Wieden befand sich im 4. Wiener Gemeindebezirk Wieden in der Gußhausstraße 27–29 beziehungsweise Favoritenstraße 5. 
Erbaut wurde dieses Gebäude im Jahr 1794 und wurde von k.u.k. Armee bis 1843 als Kaserne verwendet. Von 1843 bis 1856 war hier das Artillerie-Feldzeugamt beheimatet. Ab dem Jahr 1856 bis zum Abbruch 1916 befand sich hier das Bezirksgericht Wieden. Auf dem bis 1967 unverbaut gebliebenen Areal wurde das 1973 fertiggestellte Elektrotechnische Institut errichtet.